# Juan Antonio Bolea

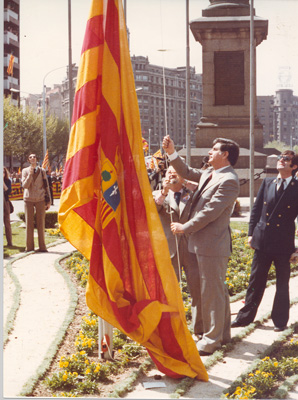

Juan Antonio Bolea Foradada (Ayerbe, Huesca, 30 de marzo de 1930 - Zaragoza, 27 de febrero de 2021) fue un juez y político español.

## Biografía
Aunque hizo sus primeros estudios en Huesca, desde 1947 estudió Derecho en la Universidad de Zaragoza donde se licenció en 1952. Desde 1954 fue juez, trabajando en varios lugares por la península ibérica, antes de ser destinado en Zaragoza desde 1962. Renunció a la carrera judicial en 1976, trabajando desde entonces en la Caja de Ahorros de Zaragoza, Aragón y Rioja.
En 1977 entró en la vida política como militante de la Unión de Centro Democrático, encabezando la lista de ese partido por Zaragoza en las elecciones generales españolas de 1977 y siendo elegido diputado en el Congreso de los Diputados. En 1978 fue elegido primer Presidente provisional de la Diputación General de Aragón hasta su renuncia en mayo de 1981. También fue senador en 1979 por la Unión de Centro Democrático (UCD) y en 1982 por el Partido Aragonés (PAR), partido en el que entró por su amistad con Hipólito Gómez de Roces y por sus discrepancias con la UCD. Desde entonces y hasta 1999, fue diputado por el PAR en las Cortes de Aragón.